# Exocet

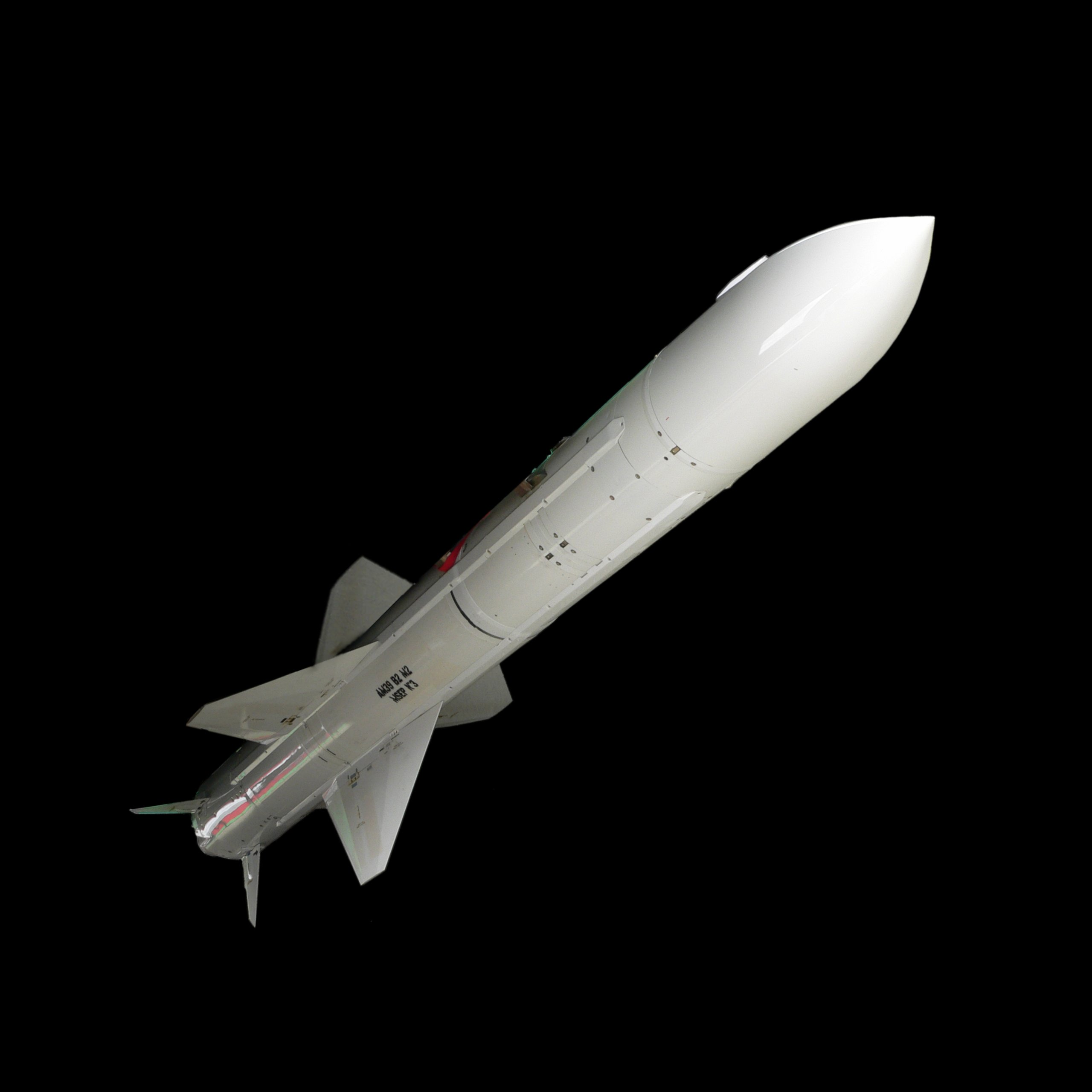
Tên lửa Exocet AM-39

Exocet là dòng tên lửa chống tàu của Pháp. Tên lửa này có thể được phóng từ chiến hạm, tàu ngầm, máy bay cánh cố định và máy bay trực thăng. Exocet xuất phát từ chữ Exocoetidae trong tiếng Latinh nghĩa là "cá bay".

## Kỹ thuật

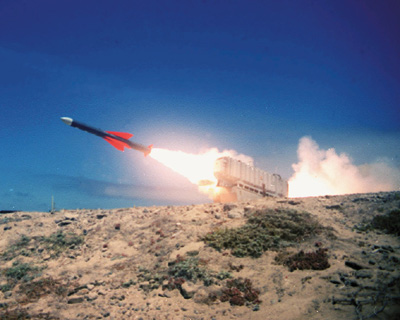
Exocet phóng từ đất liền

Tên lửa Exocet do công ty MBDA chế tạo. Loại phóng từ tàu bắt đầu được phát triển từ năm 1967, còn loại phóng từ trên không được phát triển từ năm 1974; năm năm sau thì bắt đầu được trang bị cho Hải quân Pháp. Cho đến nay, Exocet có bốn loại chính:
1. MM38 (phóng từ tàu chiến)
2. AM38 (phóng từ máy bay trực thăng - chỉ mới thử nghiệm)
3. AM39 (phóng từ trên không)
4. SM39 (phóng từ tàu ngầm)
5. MM40 (phóng từ tàu chiến)

Đây là loại tên lửa nhỏ chuyên để chống tàu cỡ nhỏ và vừa. Trong thực tế, nó còn được sử dụng và có thể chống cả tàu lớn như tàu sân bay (nếu sử dụng nhiều tên lửa một lúc).
Exocet được trang bị hệ thống dẫn đường quán tính và radar, sử dụng nhiên liệu rắn hoặc động cơ turbojet (đối với phiên bản MM40 Block 3), có tầm bay tối đa là 70 km (đối với phiên bản MM40 Block 3 là 180 km).

## Lịch sử sử dụng
Exocet nổi tiếng qua cuộc chiến tranh giành quần đảo Falkland giữa Anh và Argentina. Trong cuộc chiến này, máy bay của Argentina đã phóng 2 quả AM - 39, 1 quả trong đó đã đánh trúng khu trục hạm hạng nặng HMS Sheffield ngày 4/5/1982 (gây cháy và con tàu chìm 5 ngày sau đó). Ngày 12/6/1982, Argentina lại phóng tiếp 2 quả MM - 38 từ đất liền, 1 quả đánh trúng khu trục hạm HMS Glamorgan, gây thiệt hại nặng nề cho con tàu, 13 thủy thủ thiệt mạng; HMS Glamorgan mất gần một năm sửa chữa những hư hỏng do đầu đạn 165 kg gây ra. Ngày 25/5/1982, không quân Argentina bắn hai quả AM-39 vào tàu chở máy bay Atlantic Conveyor của Anh, làm thiệt mạng 12 thủy thủ, phá hủy 10 trực thăng và gây hư hỏng nặng cho con tàu. Ba ngày sau, tàu Atlantic Conveyor chìm hẳn.
Exocet còn nổi tiếng thêm trong chiến tranh Kuwait khi không quân Iraq bắn 2 tên lửa AM-39 trúng khu trục hạm USS Stark của hải quân Mỹ vào ngày 17/5/1987, một tên lửa trong số đó đã phát nổ khiến một phần thân tàu bị biến dạng, 37 thủy thủ thiệt mạng, 21 người khác bị thương.